# Apocephalus pergandei
Apocephalus pergandei är en tvåvingeart som beskrevs av Daniel William Coquillett 1901. Apocephalus pergandei ingår i släktet Apocephalus och familjen puckelflugor. Inga underarter finns listade i Catalogue of Life.